# Aleja Solidarności w Lublinie
Aleja Solidarności – arteria komunikacyjna w Lublinie, najdłuższa ulica w mieście (6955 m). Jest częścią lubelskiej Trasy W-Z. Na odcinku od granicy miasta do ronda 100-lecia KUL jest częścią drogi wojewódzkiej 874, od ronda 100-lecia KUL do skrzyżowania z al. Sikorskiego i gen. Ducha jest częścią drogi wojewódzkiej 809, pozostała część alei do skrzyżowania z ul. Lubartowską jest drogą powiatową. Nazwa ulicy pochodzi od NSZZ „Solidarność”.
Ulica jest dwujezdniowa i ma dwa lub trzy pasy w każdą stronę. Jej przedłużeniem w kierunku wschodnim jest al. Tysiąclecia. W 2014 roku przedłużono ją w kierunku zachodnim do węzła „Lublin Sławinek”, w związku z czym długość arterii w granicach miasta wzrosła o 3 kilometry.
W listopadzie 2017 roku zostało oddane do użytku skrzyżowanie z al. Sikorskiego, i ul. Ducha, które zostało przekształcone w rondo, a jezdnie al. Solidarności zostały przeniesione na estakadę biegnącą nad rondem im. Rotmistrza Witolda Pileckiego. Jednocześnie w pobliżu skrzyżowania z ul. Puławską oddano do użytku kładkę dla pieszych umożliwiającą przejście do ul. Północnej i I. Kosmowskiej.
Aleja Solidarności stanowi odcinek obwodnic śródmiejskiej i miejskiej Lublina.